# Koodi
Koodi (en español: Código) es el primer álbum del artista finlandés Robin Packalen, lanzado el 22 de febrero de 2012 por Universal Music Finland después de su primer sencillo "Frontside Ollie", el cual encabezó las listas finlandesas de singles desde la primera semana de su lanzamiento. El álbum está compuesto de 10 canciones en idioma finés en su edición estándar, así como de 9 remixes adicionales de las canciones "Frontside Ollie", "Faija skitsoo", "Räjäytät mun pään" y "Ei tarvii esittää" en su edición Deluxe.
El álbum vendió 60 000 copias su primer día, con lo que adquirió triple disco de platino. En abril de 2012, el álbum consiguió llegar a la cifra de 80 000 copias vendidas lo que llevó a un cuádruple platino. Desde entonces, el álbum ya ha superado 130 000 copias y ha conseguido 6 discos de platino. Sin embargo, estos datos de ventas no se vieron reflejados en la lista oficial de ventas finlandesa, ya que el disco fue lanzado a precio reducido por lo que fue ubicado en la lista de ventas "Mid Price".

## Lista de canciones
| Koodi - Edición estándar |                        |          |  |
| N.º                      | Título                 | Duración |  |
| 1.                       | «Frontside Ollie»      | 3:01     |  |
| 2.                       | «Räjäytät Mun Pään»    | 3:29     |  |
| 3.                       | «Hiljainen Tyttö»      | 3:49     |  |
| 4.                       | «Faija Skitsoo»        | 3:25     |  |
| 5.                       | «Otan Aurinkoo»        | 4:04     |  |
| 6.                       | «Ei Tarvii Esittää»    | 3:17     |  |
| 7.                       | «Huutaa»               | 4:23     |  |
| 8.                       | «Huominen Saa Odottaa» | 3:08     |  |
| 9.                       | «Saappaat»             | 3:49     |  |
| 10.                      | «Ihan Helmi»           | 3:20     |  |
| 35:45                    |                        |          |  |

| Koodi - Edición deluxe |                                                        |          |  |
| N.º                    | Título                                                 | Duración |  |
| 11.                    | «Frontside Ollie (Jaakko Salovaara Remix)»             | 3:14     |  |
| 12.                    | «Frontside Ollien (Betterbye & uneunit Dubstep Remix)» | 3:16     |  |
| 13.                    | «Frontside Ollie (Wildzide Remix by Here)»             | 3:39     |  |
| 14.                    | «Faija skitsoo (Duckface Remix)»                       | 3:47     |  |
| 15.                    | «Faija skitsoo (OP Beats Remix)»                       | 4:01     |  |
| 16.                    | «Räjäytät mun pään (Kevät mix made by Pekko Haimi)»    | 3:32     |  |
| 17.                    | «Räjäytät mun pään (Mimi Kato Remix)»                  | 4:27     |  |
| 18.                    | «Ei tarvii esittää (Silly Hats Remix)»                 | 3:26     |  |
| 19.                    | «Ei tarvii esittää (FBOTI Remix)»                      | 3:45     |  |
| 68:07                  |                                                        |          |  |

## Posicionamiento en las listas
| País      | Lista                     | Mejor posición |      |
| 2012      | 2012                      | 2012           | 2012 |
| --------- | ------------------------- | -------------- | ---- |
| Finlandia | Finnish Mid-priced albums | 1              |      |